# Kammerorchester Šiauliai
Das Kammerorchester Šiauliai ist ein 1989 gegründetes Kammerorchester der litauischen Großstadt Šiauliai. Die Mitglieder
spielten im vorherigen Volkssinfonieorchester (lit. Liaudies simfoninis orkestras). Die Mehrheit der Musiker lehren im Konservatorium Šiauliai und in den Musikschulen von Šiauliai und Bezirk Šiauliai.
Das Orchester spielt in Litauen und im Ausland (Deutschland, Italien, Polen). Es arbeitet zusammen mit litauischen Chören, mit litauischen und ausländischen Solisten und Dirigenten (aus Deutschland: Cellist David Geringas, Dirigent G. Mais, Pianistin I. Gabbe, Pianist und Dirigent L. Dorfman). Unter Dirigenten waren J. Domarkas, Saulius Sondeckis, Robertas Šervenikas, Modestas Pitrėnas, V. Viržinis, G. Skėrytė, A. Krikščiūnaitė, E. Kaniava, A. Janutas.

## Leitung
- Kunstleiter und Dirigent: Jonas Janulevičius
- Assistentin des Leiters: Jūratė Stakvilevičienė

## Quelle
- Geschichte